# 中国纺织出版社
中国纺织出版社是中华人民共和国的一家出版社，成立于1953年。

## 历史沿革
1961年与轻工、商业、财政等出版社合并为财经出版社。1978年恢复为纺织出版社，由中华人民共和国纺织工业部领导。